# تفنگدار (فیلم ۲۰۱۵)
تفنگدار (به انگلیسی: The Gunman) نام فیلمی‌است در ژانر اکشن و مهیج که در سال ۲۰۱۵ میلادی به کارگردانی پیر مورل به روی پرده رفت. فیلمنامهٔ آن مشترکاً کاری بوده از شان پن، دان مک‌فرسن و پیت تراویس بر اساس رمانی به نام تفنگدار آماده (به فرانسوی: La position du tireur couché) نوشتهٔ ژان-پاتریک مانشت.

## داستان
جیم تریر (با بازی شان پن) عضو پیشین نیروهای ویژه است که به همراهی تیمی در کار عملیات سیاه در جمهوری دموکراتیک کنگو در سال ۲۰۰۶ میلادی است. او در مدت اقامتش در کنگو عاشق زنی به نام آنی (با بازی یاسمینه ترینکا) می‌شود، ولی پس از انجام یک ترور ناچار می‌شود به خبر آفریقا را ترک کند. هشت سال پس از آن او دوباره به کنگو بازمی‌گردد و به کارهایی عام‌المنفعه می‌پردازد، ولی گروهی اقدام به قتل او می‌کنند. تریر در جستجوی عامل محرک آنان وارد بازی پرخطری می‌شود و …